# Birken (Presseck)
Birken ist ein Gemeindeteil des Marktes Presseck im Landkreis Kulmbach (Oberfranken, Bayern). Birken liegt in der Gemarkung Heinersreuth.

## Geografie
Die Einöde liegt am Nordhang der Höhe (677 m ü. NHN). Ein Anliegerweg führt 0,2 km nördlich zur Staatsstraße 2195, die nach Heinersreuth (0,8 km westlich) bzw. nach Wahl (0,9 km östlich) verläuft.

## Geschichte
Gegen Ende des 18. Jahrhunderts bestand Birken aus zwei Anwesen (1 Gut, 1 Haus). Das Hochgericht sowie die Grundherrschaft übte die Herrschaft Wildenstein aus.
Mit dem Ersten Gemeindeedikt wurde Birken dem 1808 gebildeten Steuerdistrikt Enchenreuth zugewiesen. Mit dem Gemeindeedikt von 1818 kam ein Teil des Weilers zur neu gebildeten Ruralgemeinde Heinersreuth, der andere Teil zur Ruralgemeinde Schlackenreuth. Am 1. Januar 1978 wurde Birken im Rahmen der Gebietsreform in die Gemeinde Presseck eingegliedert.

### Einwohnerentwicklung
| Jahr      | 001818 | 001819 | 001861 | 001871 | 001885 | 001900 | 001925 | 001950 | 001961 | 001970 | 001987 |
| Einwohner |        | 38 *   | 28     | 33     | 36     | 18     | 16     | 11     | 4      | 3      | 1      |
| Häuser    | 5 *    |        |        |        | 4      | 2      | 2      | 1      | 1      |        | 1      |
| Quelle    | [ 9 ]  | [ 10 ] | [ 11 ] | [ 12 ] | [ 13 ] | [ 14 ] | [ 15 ] | [ 16 ] | [ 17 ] | [ 18 ] | [ 1 ]  |

## Religion
Birken ist katholisch geprägt und war ursprünglich nach St. Bartholomäus (Wartenfels) gepfarrt, seit Mitte des 19. Jahrhunderts ist die Pfarrei St. Jakobus der Ältere (Enchenreuth) zuständig.